# Jeff Hanneman
Jeffrey "Jeff" Hanneman (Oakland, Kalifornija, 31. siječnja 1964. − Inland Empire, Kalifornija 2. svibnja 2013.), bio je američki gitarist, najpoznatiji kao jedan od osnivača thrash metal sastava Slayer. 

## Životopis
Hanneman je rođen u Oaklandu, a odrastao je u Long Beachu, u Kaliforniji. Otac mu se je borio u Drugom svjetskom ratu, a brat u Vijetnamu, pa je rat bila česta tema razgovora. Hanneman je često pisao pjesme s temom rata.
Godine 1981. Hanneman je prišao Kerryju Kingu, dok su bili na audiciji za sastav. Njih su dvojica počeli svirati pjesme Iron Maidena i Judas Priesta, a nakon što su završili, odlučili su osnovati vlastiti sastav.
Godine 1982. su Hanneman, Dave Lombardo i gitarist sastava Suicidal Tendences, Rocky George, usputno svirali u punk sastavu Pap Smear, koji je trebao snimiti album kada je Rick Rubin, producent Slayera, rekao Hannemanu da on i Lombardo izađu iz sastava, "jer usputni projekti razaraju sastave". Hanneman je prihvatio savjet, a kasnije je iskoristio dvije pjesme "Pap Smeara" na Slayerovom albumu Undisputed Attitude iz 1996. godine.
Hanneman se je 1997. godine vjenčao s Kathryn, s kojom nema djece. On i Tom Araya (basist i pjevač Slayera) su izliječeni ovisnici o kokainu i tabletama.
Godine 2011. je izdano službeno priopćenje iz Slayera kako je zdravstveno stanje Hannemana ozbiljno ugroženo i da boluje od nekrotizirajućeg fasciitisa kojeg je dobio od ugriza pauka.
Preminuo je 2. svibnja 2013. godine, te iako se u početku nagađalo da je umro od posljedice bolesti, kasnije je potvrđeno da je preminuo radi ciroze jetre.
Nakon njegove smrti, na svakom koncertu se može vidjeti logo jedne pivovare, ali umjesto originalnog naziva pivske marke piše Hanneman.

## Tekstovi i glazba
Hanneman je napisao glazbu za mnogo hitova, kao što su "South of Heaven", "War Ensemble", "Raining Blood", "Angel of Death", "Mandatory Suicide", i "Seasons in the Abyss", koje se redovito izvode na Slayerovim koncertima. Hannemanov najdraži album je Reign in Blood, i uživa u izvođenju pjesama "Raining Blood" i "Angel of Death." Pisao je glazbu i tekstove na svim Slayerovim albumima, zajedno s Tomom Arayom.

## Diskografija
- 1983.: Show No Mercy
- 1984.: Haunting the Chapel
- 1985.: Hell Awaits
- 1986.: Reign in Blood
- 1988.: South of Heaven
- 1990.: Seasons in the Abyss
- 1994.: Divine Intervention
- 1996.: Undisputed Attitude
- 1998.: Diabolus in Musica
- 2001.: God Hates Us All
- 2006.: Christ Illusion
- 2009.: World Painted Blood
- 2015.: Repentless (tekst i glazba za pjesmu "Piano Wire")